# Àngels Torrents i Rosés
Àngels Torrents i Rosés o Maria Àngels Torrents i Rosés (Sant Pere de Riudebitlles, Alt Penedès, 2 d'agost de 1940 - Barcelona, 24 de juny de 2004) fou una professora del Departament de Geografia de la Universitat Autònoma de Barcelona, i investigadora associada al Centre d'Estudis Demogràfics.
Va néixer en el sí d'una família de fabricants de paper, però va trencar la tradició familiar per a cursar estudis superiors, essent una de les primeres persones de Sant Pere de Riudebitlles a tenir formació universitària.
Es llicencià en Filosofia i Lletres el 1971, en l'especialitat de Geografia i Història, a la Universitat de Barcelona. Fou deixebla de Ferran Soldevila el curs 1964-1965. El 1974 començà a exercir la docència a l'Escola Universitària de Formació del Professorat de la UAB, i el 1985 obtingué la plaça de professora d'Escola Universitària al Departament de Geografia de la mateixa universitat, i el 1995 guanyà la plaça de professora titular d'aquell mateix departament. Des de la Demografia Històrica, es va especialitzar en Geografia de la Població i en Demografia, àmbit en el qual guanyà un gran prestigi gràcies al seu estudi sobre el municipi de Sant Pere de Riudebitlles, on va reconstruir la població des del segle XVI al XX mitjançant la informació continguda als arxius. Fou també la responsable del Programa de Doctorat de Demografia de la UAB. Formar part del Centre d'Estudis Demogràfics li va permetre fer estades al Cambridge Group for the History of Population and Social Structure (1996-1997) i al Minnesota Population Research Institute (2001) per ampliar els seus coneixements en demografia.
El 1993, sota la direcció de Jordi Nadal, es doctorà en Demografia Històrica amb la tesi Transformacions demogràfiques en un municipi industrial català, publicada més tard per la Universitat de Barcelona sota el títol Transformacions demogràfiques en un municipi industrial català: Sant Pere de Riudebitlles, 1608-1935.

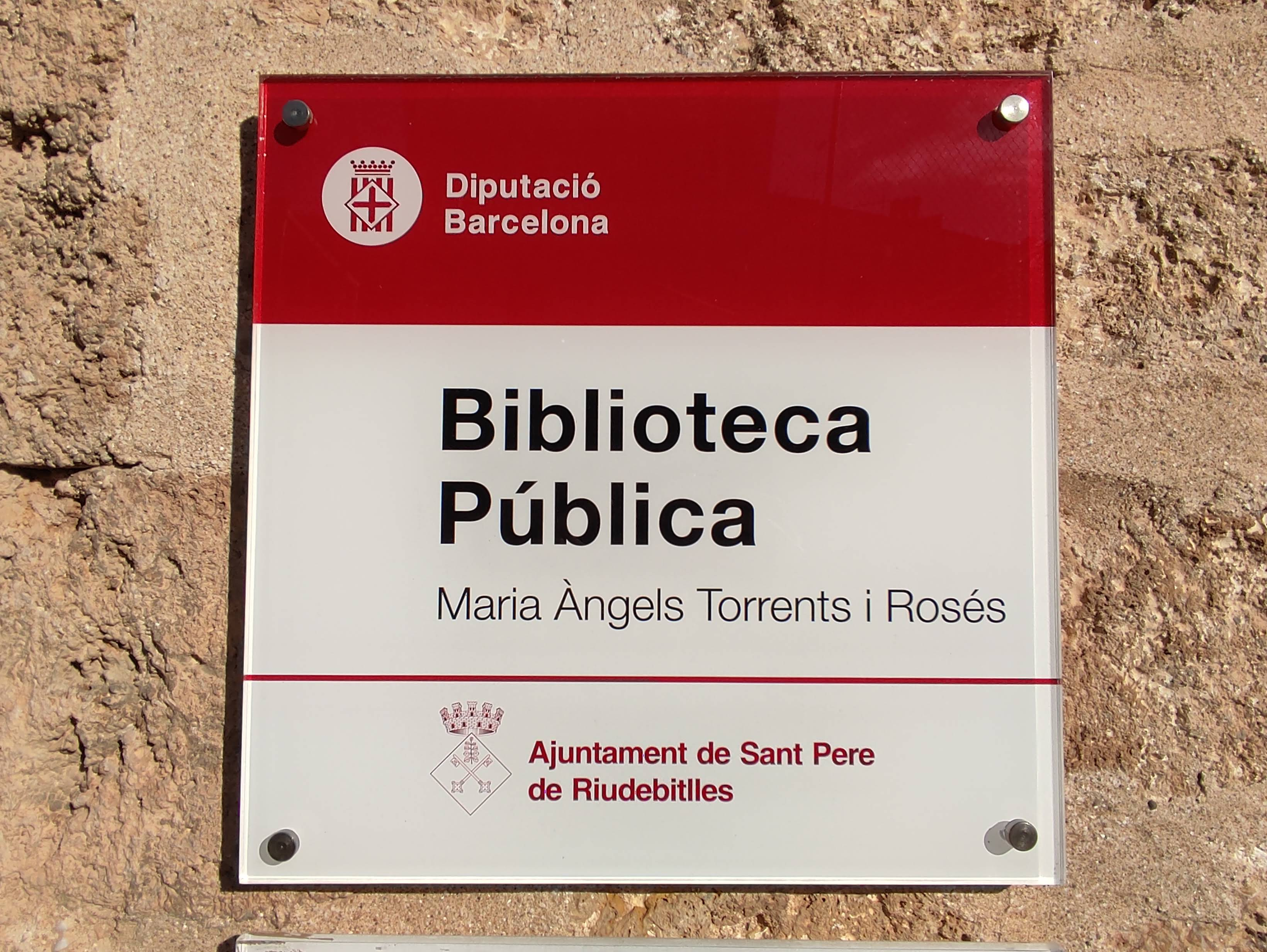
Cartell de la biblioteca de Sant Pere de Riudebitlles, que porta el nom de Maria Àngels Torrents i Rosés, al Casal dels Marquesos de Llió.

Torrents dugué a terme tasques com a investigadora al Centre d'Estudis Demogràfics des del 1989, amb el qual col·laborava des del 1985, i a l'Asociación de Demografía Histórica, de la qual va ser secretària general i figura fonamental per a l'organització del Primer Congrés Hispano-Luso-Italìa de Demografia Històrica, el 1987. Era membre del Centre d'Estudis Penedesencs. Fins poc abans de ser diagnosticada amb leucèmia, treballà en l'inventariat dels arxius parroquials de l'Alta Ribagorça, treball que es publicaria després de la seva mort. Fou també fundadora i impulsora del Grup de Recerques Històriques de Sant Pere de Riudebitlles. En el moment de morir, treballava en la història de la Séquia Comunal i el rec de Sant Pere de Riudebitlles, tasca que va deixar inacabada.

## Homenatges i reconeixements pòstums
Durant les II Jornades de Població de Catalunya, el 10 de febrer de 2005, es posà el seu nom a l'aula de treball del Centre d'Estudis Demogràfics.
La Societat Catalana de Geografia li reté homenatge en una jornada que portà per títol "La demografia històrica al CED i a la UAB. Homenatge a Àngels Torrents", que tingué lloc l'11 de desembre de 2014 a la Sala Àngels Torrents del Centre d'Estudis Demogràfics. Hi intervingueren Anna Cabré, Joana M. Pujades, Carles X. Simó, Miquel Valls, Teresa Menacho i Albert Esteve.
La biblioteca de Sant Pere de Riudebitlles porta el seu nom des del novembre de 2009. El 2021 la biblioteca fou traslladada al Casal dels Marquesos de Llió del mateix municipi.